# Bälingsjön
Bälingsjön är en sjö i Nordanstigs kommun i Hälsingland och ingår i Gnarpsån-Harmångersåns kustområde. Sjön har en area på 0,935 kvadratkilometer och ligger 49 meter över havet. Sjön avvattnas av vattendraget Edsmyrån.

## Delavrinningsområde
Bälingsjön ingår i det delavrinningsområde (687799-157572) som SMHI kallar för Inloppet i Jättendalssjön. Medelhöjden är 83 meter över havet och ytan är 22,92 kvadratkilometer. Det finns inga avrinningsområden uppströms utan avrinningsområdet är högsta punkten. Avrinningsområdets utflöde Edsmyrån mynnar i havet. Avrinningsområdet består mestadels av skog (71 procent). Avrinningsområdet har 0,9 kvadratkilometer vattenytor vilket ger det en sjöprocent på 3,9 procent.